# Іменна стипендія
Іменна стипендія – стипендія у вигляді фінансової допомоги, яка призначається персонально конкретним особам зазвичай за видатні досягнення (успіхи) в певній сфері (галузі) за рішенням органу, якому доручено це робити засновником (донором) цієї стипендії. Ця стипендія призначається у визначеному розмірі на встановлений строк. За загальними правилами іменні стипендії призначаються та виплачуються в порядку і на умовах, встановлених законодавством або положеннями про відповідну стипендію. Ці стипендії призначаються на основі критеріїв, які зазвичай відражають цінності та цілі її засновника та/або донора. Стипендіальні гроші не потрібно повертати.

## Класифікації іменних стипендій

### Види стипендій
Залежно від засновників іменних стипендій, встановленого ними призначення цих стипендій, суб’єктивного складу стипендіатів, строків та сум виплати і інших критеріїв в українському законодавстві розрізняють види стипендій:
- Державні;
- Недержавні, у тому числі комунальних органів, громадських організацій, приватних осіб тощо;
- Міжнародні, загальнонаціональні, відомчі (галузеві, міжгалузеві), регіональні, місцеві;
- загальні й цільові;
- іменні та персональні;
- постійні (довічні) персональні, тимчасові (на певний період), разові тощо.

### Засновники стипендій
Засновниками іменних стипендій є:
- Президент України;
- Кабінет Міністрів України;
- Верховна Рада України;
- Центральні органи виконавчої влади;
- Органи місцевого самоврядування;
- Фізичні особи, зокрема – заклади освіти та наукові установи, громадські організації, у тому числі культурно-просвітницькі організації; інноваційні і благодійні фонди, банки, установи, приватні фірми тощо;
- Юридичні особи, зокрема у формі меценатства;
- Міжнародні організації тощо.

## Іменні стипендії Верховної Ради України
Верховна Рада України заснувала 5 іменних стипендій.

### Іменні стипендії Верховної Ради України для найталановитіших молодих учених
Іменні стипендії Верховної Ради України для найталановитіших молодих учених засновано Верховною Радою України з метою адресної підтримки найталановитіших молодих учених України та створення додаткових можливостей і стимулів для проведення ними фундаментальних наукових досліджень з пріоритетних напрямів науки. Іменні стипендії засновані Верховною Радою України 16 березня 2007 року.

### Соціальна стипендія Верховної Ради України студентам вищих навчальних закладів з числа дітей-сиріт та дітей з малозабезпечених сімей
Соціальна стипендія Верховної Ради України студентам вищих навчальних закладів з числа дітей-сиріт та дітей з малозабезпечених сімей засновано Верховною Радою України з метою моральної  і  матеріальної підтримки  студентів вищих навчальних закладів з числа дітей-сиріт та дітей з малозабезпечених сімей (які навчаються за кошти державного бюджету на денній  формі  навчання  в  державних і комунальних   вищих навчальних закладах I-IV рівнів акредитації), заохочення молоді до здобуття вищої освіти . Ці стипендії засновані Верховною Радою України 24 жовтня 2002 р.

### Академічна стипендія імені Голови Верховної Ради Української РСР В. А. Івашка
Академічна стипендія імені Голови Верховної Ради Української РСР В. А. Івашка заснована Верховною Радою України 17 жовтня 2002 р. з метою морального і матеріального заохочення здобуття вищої освіти студентами Харківського національного університету радіоелектроніки, де навчався і працював Володимир Антонович Івашко та увічнення пам'яті колишнього Голови Верховної Ради Української РСР В. А. Івашка.

### Стипендії Верховної Ради України курсантам і слухачам вищих військово-навчальних закладів
Іменні стипендії Верховної Ради України курсантам і слухачам вищих військово-навчальних закладів засновано Верховною Радою України з метою подальшого підвищення престижу військової служби та морального і матеріального заохочення здобуття військової  освіти курсантами та слухачами  вищих військових навчальних закладів та вищих навчальних  закладів, які мають військові навчальні підрозділи. Ці стипендії засновані Верховною Радою України 23 червня 1995 року.Постанова Верховної Ради України від 23 червня 1995 року № 246/95-ВР «Про встановлення стипендій Верховної Ради України курсантам і слухачам вищих військових навчальних закладів та вищих навчальних закладів, які мають військові навчальні підрозділи» [Архівовано 26 січня 2018 у Wayback Machine.]

### Іменна стипендія Верховної Ради України студентам вищих навчальних закладів
Іменні стипендії студентам вищих навчальних закладів засновано Верховною Радою України 5 червня 1996 р. з метою морального і матеріального заохочення здобуття вищої освіти  студентами вищих навчальних закладів I-IV рівнів акредитації державної форми власності, які виявили особливі успіхи в навчанні та науковій роботі.

## Іменні стипендії Кабінету Міністрів України

### Академічна стипендія імені Тараса Більчука
Академічна стипендія імені Тараса Більчука для студентів закладів вищої освіти державної форми власності, які здобувають вищу освіту за спеціальностями «Образотворче мистецтво, декоративне мистецтво, реставрація» та «Дизайн» – заснована Кабінетом Міністрів України 28 лютого 2018 р.

### Академічні стипендії імені державних діячів першого українського уряду
Академічні стипендії імені державних діячів першого українського уряду для студентів та курсантів закладів вищої освіти державної форми власності, які здобувають вищу освіту за освітнім рівнем магістра імені: 
- Бориса Мартоса (Економіка);
- Павла Христюка (Історія та археологія);
- Валентина Садовського (Право);
- Симона Петлюри (Державна безпека, Публічне управління та адміністрування);
- Сергія Єфремова (Українська мова і література);
- Христофора Барановського (Фінанси, банківська справа та страхування);
- Миколи Стасюка (Аграрні науки та продовольство);
- Володимира Винниченка (Культура і мистецтво);
- Івана Стешенка (Освіта / Педагогіка) – засновані Кабінетом Міністрів України  28 лютого 2018 р.[6]

### Академічні стипендії імені Героїв Небесної Сотні
Академічні стипендії імені Героїв Небесної Сотні для студентів та курсантів закладів вищої освіти державної форми власності, які здобувають вищу освіту за спеціальностями імені: 
- Василя Мойсея (Фізична терапія, ерготерапія),
- Владислава Зубенка (Залізничний транспорт);
- Дмитра Пагора (Агроінженерія);
- Дмитра Чернявського (Економіка);
- Івана Тарасюка (Військове управління – за видами збройних сил);
- Ігоря Костенка (Географія);
- Олександра Плеханова (Архітектура та містобудування);
- Сергія Байдовського (Інженерія програмного забезпечення);
- Сергія Нігояна (Сценічне мистецтво);
- Юрія Дяковського (Психологія) – засновані Кабінетом Міністрів України 15 листопада 2017 р.[7]

### Державні іменні стипендії найкращим молодим вченим
Державні іменні стипендії найкращим молодим вченим за вагомий внесок у розвиток демократичних та гуманістичних цінностей у сфері науки і освіти та зміцнення міжнародного авторитету України – імені: 
- Дмитра Максимова;
- Назарія Войтовича;
- Романа Гурика;
- Устима Голоднюка;
- Юрія Поправки – засновані Кабінетом Міністрів України  15 листопада 2017 р.[8]

### Академічні стипендії імені митрополита Української греко-католицької церкви Андрея Шептицького
Академічні стипендії імені митрополита Української греко-католицької церкви Андрея Шептицького для студентів вищих навчальних закладів державної форми власності в Західній Україні, які навчаються за програмами внутрішньої академічної мобільності протягом одного семестру у вищих навчальних закладах державної форми власності Півдня і Сходу України, та студентів вищих навчальних закладів державної форми власності Півдня і Сходу України, які навчаються за програмами внутрішньої академічної мобільності протягом одного семестру у вищих навчальних закладах державної форми власності Західної України (які здобувають освіту за освітньо-професійною або освітньо-науковою програмою підготовки магістра) – засновані Кабінетом Міністрів України 16 вересня 2015 р.

### Стипендії Кабінету Міністрів України для видатних тренерів, які забезпечують підготовку спортсменів до участі в Олімпійських та Паралімпійських іграх
Стипендії Кабінету Міністрів України для видатних тренерів, які забезпечують підготовку спортсменів до участі в Олімпійських та Паралімпійських іграх – засновані Кабінетом Міністрів України 14 грудня 2011 р.

### Академічні стипендії Кабінету Міністрів України обдарованим студентам з числа інвалідів
Академічні стипендії Кабінету Міністрів України обдарованим студентам з числа інвалідів – засновані Кабінетом Міністрів України 3 грудня 2009 р.

### Академічна стипендія імені Ігоря Курчатова
Академічна стипендія імені Ігоря Курчатова, що призначається (починаючи з другого курсу) студентам вищих навчальних закладів IV рівня акредитації денної форми навчання, які  здобувають  освіту  за спеціальностями  «Атомна  енергетика» та  «Хімічна технологія рідкісних розсіяних елементів та матеріалів на їх основі», які найбільше відзначилися в навчанні та науковій діяльності.

### Академічна стипендія імені Вадима Гетьмана
Академічна стипендія імені Вадима Гетьмана для студентів вищих економічних навчальних закладів денної форми навчання (починаючи з другого курсу) – заснована Кабінетом Міністрів 19 квітня 2006 р.

### Академічна стипендія імені М. С. Грушевського
Академічна стипендія імені М. С. Грушевського для студентів та аспірантів вищих навчальних закладів, що призначається студентам та аспірантам  державних  вищих навчальних закладів  денної форми навчання, які найбільше відзначилися в навчальній та науковій роботі, починаючи з другого курсу – заснована Кабінетом Міністрів 22 лютого 2006 р.

### Академічна  стипендія  імені вчених-садівників Симиренків
Академічна  стипендія  імені вчених-садівників Симиренків, що призначається студентам денної форми навчання (переважно  із  числа сільської молоді) за спеціальністю «Плодоовочівництво і виноградарство» або за спеціалізацією «Плодоовочівництво»  в  аграрних  вищих  навчальних  закладах I-IV рівнів акредитації (починаючи з III курсу) – заснована Кабінетом Міністрів 29 квітня 2004 р.

### Академічна стипендія імені В. М. Чорновола
Академічна стипендія імені В. М. Чорновола для студентів денної форми навчання факультетів (інститутів) журналістики державних вищих навчальних закладів  – заснована Кабінетом Міністрів 26 квітня 2003 р.

### Стипендія імені П.С. Нахімова
Стипендія імені П.С. Нахімова для  курсантів Севастопольського військово-морського ордена Червоної  Зірки  інституту  імені  П.С. Нахімова – заснована Кабінетом Міністрів 25 грудня 2002 р.

### Стипендії Кабінету Міністрів України для видатних спортсменів, тренерів та діячів фізичної культури і спорту
Стипендії  Кабінету Міністрів України для видатних спортсменів, тренерів та діячів фізичної культури і спорту – заснована Кабінетом Міністрів України 24 січня 2002 р.

### Академічні стипендії Кабінету Міністрів України студентам вищих навчальних закладів та аспірантам
Академічні стипендії Кабінету Міністрів України студентам вищих навчальних закладів та аспірантам призначається студентам – відмінникам вищих навчальних закладів та аспірантам за визначні успіхи у навчанні та науковій роботі – засновані Кабінетом Міністрів України 9 серпня 2001 р.

### Стипендії Кабінету Міністрів України переможцям Всеукраїнської учнівської олімпіади з української мови та літератури
Стипендії Кабінету Міністрів України переможцям Всеукраїнської учнівської олімпіади з української мови та літератури – засновані Кабінетом Міністрів України 9 серпня 2001 р.

### Стипендія імені генерала армії України Губенка В.О.
Стипендія імені генерала армії України Губенка В.О. для курсантів і слухачів Національної академії Державної прикордонної служби України імені Богдана Хмельницького – засновані Кабінетом Міністрів України 11 липня 2001 р.

### Стипендії імені героїв Великої Вітчизняної війни 1941 - 1945 років
Стипендії імені героїв Великої Вітчизняної війни 1941 — 1945 років для слухачів і курсантів вищих військових навчальних закладів Міністерства оборони та військових навчальних підрозділів вищих навчальних закладів, у тому числі імені:
- майора Березняка Євгена Степановича (майора Вихора)
- Героя Радянського Союзу капітана 3 рангу Ботильова Василя Андрійовича
- Героя Радянського Союзу генерала армії Ватутіна Миколи Федоровича
- Героя Радянського Союзу капітана 1 рангу Дяченка Федора Сергійовича
- Героя Радянського Союзу майора Замули Михайла Гавриловича
- Героя Радянського Союзу  генерал-лейтенанта Кашуби Володимира Несторовича
- тричі Героя Радянського Союзу маршала авіації Кожедуба Івана Микитовича
- двічі Героя Радянського  Союзу генерал-полковника авіації Лавриненкова Володимира Дмитровича
- двічі Героя Радянського Союзу маршала Радянського Союзу Москаленка Кирила Семеновича
- двічі Героя Радянського Союзу маршала бронетанкових військ Рибалка Павла Семеновича
- Героя Радянського Союзу лейтенанта Стрільця Пилипа Євдокимовича
- Героя Радянського Союзу капітана Туркенича Івана Васильовича
- маршала інженерних військ Харченка Віктора Кіндратовича
- двічі Героя Радянського Союзу генерала армії Черняховського Івана Даниловича
- Героя Радянського Союзу майора Бабака Івана Ілліча – засновані Кабінетом Міністрів України 15 червня 2000 р.[22]

### Академічна стипендія імені Олеся Гончара
Академічна стипендія імені Олеся Гончара – заснована Кабінетом Міністрів України 18 лютого 1997 р. для студентів  Київського національного університету імені Тараса Шевченка, Дніпропетровського державного університету, Харківського державного університету.

### Академічна стипендія імені М.О. Посмітного
Академічна стипендія імені М.О. Посмітного, що призначаються студентам агрономічних факультетів (відділень) вищих сільськогосподарських навчальних закладів I-IV рівня акредитації, які найбільш відзначались у навчанні та науково-технічній творчості, починаючи з третього курсу – засновані Кабінетом Міністрів України 1 лютого 1995 р.

### Стипендії Кабінету Міністрів України для молодих вчених
Стипендії Кабінету Міністрів України для молодих вчених, які успішно  проводять  наукові дослідження, здійснюють актуальні науково-технічні розробки і вже досягли  визнаних результатів  – засновані Кабінетом Міністрів України 16 серпня 1994 р.

### Державні іменні стипендії для студентів і аспірантів із числа осіб українського походження, які проживають за межами України
Державні іменні стипендії для студентів і аспірантів із числа осіб українського походження, які проживають за межами України імені М. Грушевського,  М. Драгоманова – в галузі історії та культурології; імені Б. Грінченка, О. Потебні, М. Рильського, І. Франка – в галузі української мови та літератури – засновані Кабінетом Міністрів України 27 листопада 1991 р.